# Especialista
Un especialista és una persona que realitza accions perilloses, potencialment perilloses o que requereixen una habilitat especial dins d'alguna escena de la pel·lícula. S'anomenen dobles quan substitueixen momentàniament un actor en la interpretació d'un personatge.
L'especialista pot ser utilitzat com a doble d'un actor, vestit i amb maneres idèntiques, el reemplaça en el moment del rodatge d'escenes de baralles, d'accidents, de caigudes, d'incendis, etc.
Cada escena de risc requereix una preparació minuciosa per tal d'assegurar-se d'obtenir les imatges desitjades tot assegurant la seguretat de l'especialista i de l'equip de rodatge. L'especialista pot treballar pel cinema, la televisió, els espectacles de carrer, parcs de lleure...

## Els diferents tipus d'escena de risc
Alguns especialistes poden ser-ho en una o diverses disciplines tals com les escenes d'automòbils (com Rémy Julienne), les de risc pirotècnics, les aèries, etc.
Les quatre grans disciplines de l'escena de risc són:
- L'escena de risc física (caiguda d'escala, combat, torxa humana...)
- L'escena de risc mecànica (volta de campana, relliscada moto, salts des d'avions...)
- L'escena de risc eqüestre (caiguda de cavall...)
- L'escena de risc aquàtica

## L'ofici
Especialista no vol dir suïcida, l'ofici requereix tenir el cap sobre les espatlles, saber calcular els riscos i tenir una consciència afilada del perill. Cal tenir un molt bon nivell d'esport i practicar prioritàriament l'esgrima, les arts marcials, l'equitació, l'acrobàcia, l'escalada...
Haver seguit cursos d'art dramàtic és un actiu suplementari pel cinema, fins i tot si l'especialista resta a l'ombra de l'estrella.

## Les escenes de risc dels actors cèlebres
Alguns actors posen un punt d'honor en executar les seves escenes de risc mateixes (per exemple Jackie Chan o Jean-Paul Belmondo), cosa que no va sense inquietar els productors i les asseguradores.

### Jackie Chan
Jackie Chan és cèlebre per haver participat en la majoria de les escenes de risc de les seves primeres pel·lícules, cosa que li va suposar nombroses fractures però amb seqüències memorables.

### Christopher Lee
Durant el rodatge de la pel·lícula Els Nàufrags del 747, Christopher Lee va participar en les sessions d'apnea. Es va fer membre a perpetuïtat i portaveu de diverses associacions d'especialistes.

### Arnold Schwarzenegger
En una entrevista, Arnold Schwarzenegger va declarar que feia les seves escenes de risc ell mateix sense recórrer a un doble, ja que era impossible trobar un especialista que tingués el mateix físic que ell.

### Diversos actors que han realitzant ells mateixos algunes escenes de risc
- Buster Keaton
- Jackie Chan
- Jean-Paul Belmondo, sobretot sobre escenes de risc amb helicòpter
- Lucy Liu a la pel·lícula Cypher
- Michelle Yeoh
- Jean Marais

## Accidents mortals

### Pel·lícula Le Saint prend l'affût
Durant el rodatge de la pel·lícula Le Saint prend l'affût (1966) de Christian-Jaque, qui es desenvolupava en una autopista en construcció, una de les escenes en la qual Gil Delamare doblava Jean Marais implicava una persecució. Desgraciadament, la "Caravelle" descapotable on Gil anava va capgirar-se, matant-lo de cop.

### Pel·lícula Taxi 2
L'especialista Alain Dutartre va morir el 16 d'agost de 1999 com a conseqüència d'un accident durant una escena de risc, durant el rodatge de Taxi 2.